# 1946 en philosophie
Chronologie de la philosophie
- 1942
- 1943
- 1944
- 1945
- 1946
- 1947
- 1948
- 1949
- 1950

L’année 1946 a été marquée, en philosophie, par les événements suivants :

## Publications
- Principes élémentaires de philosophie, de Georges Politzer (publication posthume, basée sur les notes de Politzer, ces notes datant de 1935 et 1936).

## Naissances
- 26 septembre : Andrea Dworkin, théoricienne du féminisme radical († 9 avril 2005).